# Нодзоми (синкансэн)
Нодзоми (яп. のぞみ, «надежда») — самый быстрый маршрут высокоскоростных поездов на линиях синкансэна Токайдо и Санъё. Введён в эксплуатацию 14 марта 1992 года.

## Скорость и время поездки
Путь от станции Токио до станции Син-Осака (515,4 км) занимает 2 часа 21 минуту; до станции Хаката (1069,1 км) — 4 часа 45 минут. Максимальная скорость движения на поездах N700-й серии на линии Токайдо составляла 285 км/ч, а линии Санъё — 300 км/ч. Поезда маршрута Нодзоми занимают третье место по скорости среди коммерчески эксплуатируемых в мире поездов (после шанхайского маглева и синкансэна Хаябуса ).

## Станции
Токио ↔ ( Синагава ) ↔ ( Син-Иокогама ) ↔ Нагоя ↔ Киото ↔ Син-Осака ↔ Син-Кобэ ↔ < Химэдзи > ↔ Окаяма ↔ [ Фукуяма ] ↔ Хиросима ↔ [ Токуяма ] ↔ [ Син-Ямагути ] ↔ Кокура ↔ Хаката
Условные обозначения:
- Скобки (Синагава и Син-Иокогама): все поезда останавливаются как минимум на одной из этих станций. Также на Син-Иокогаме останавливаются все поезда прямого сообщения Токайдо — Санъё (поезда, идущие в или из Хакаты, останавливаются на обоих).
- Угловые скобки: на Химэдзи останавливается только часть поездов, идущих в/из Окаямы/у или в/из Хиросимы/у.
- Квадратные скобки: на Фукуяме, Токуяме и Син-Ямагути останавливаются та часть поездов, идущих в/из Окаямы/у или в/из Хиросимы/у, которая не останавливается на Химэдзи.

## Этимология
Слово нодзоми (яп. 望み) по-японски означает «желание, надежда». Оно было выбрано для обозначения более быстрого поезда, чем «Хикари» («свет») или «Кодама» («эхо»). Как и другие названия поездов, «Нодзоми» в этом применении пишется только хираганой.